# Marcello Fois
Marcello Fois (Nuoro, 20 gennaio 1960) è uno scrittore, commediografo e sceneggiatore italiano.

## Biografia
Nel 1986 si laurea in italianistica presso l'Università di Bologna. È un esponente della "nuova letteratura sarda".
Nel 1989 scrive il suo primo romanzo, Ferro Recente, che, grazie a Luigi Bernardi della Granata Press, viene pubblicato nel 1992 in una collana di giovani autori italiani, nella quale figurano anche i primi libri di Carlo Lucarelli e Giuseppe Ferrandino. Negli stessi anni ha contribuito infatti a fondare, con Loriano Macchiavelli, Carlo Lucarelli e Alda Teodorani, il gruppo 13, associazione di giallisti dell'area bolognese che ha lo scopo di dare maggiore impulso al giallo italiano  
Sempre nel 1992 vince (ex aequo con Mara De Paulis) il Premio Italo Calvino con Picta, pubblicato nel 1995 dalla casa editrice Marcos y Marcos; nel 1997, per Nulla (con cui inizia la collaborazione con la casa editrice Il Maestrale), riceve il Premio Dessì.
Nel 1998, ancora per Il Maestrale, esce Sempre caro, primo romanzo di una trilogia (proseguita con Sangue dal cielo e L'altro mondo), ambientata nella Nuoro di fine Ottocento e che ha come protagonista un avvocato, Bustianu, personaggio per il quale Fois si è ispirato a un avvocato e poeta nuorese realmente esistito: Sebastiano Satta. . 
Oltre che alla narrativa, Fois si dedica anche alla sceneggiatura, sia televisiva (Distretto di polizia, L'ultima frontiera) che cinematografica (Ilaria Alpi. Il più crudele dei giorni), e al teatro per cui ha scritto L'ascesa degli angeli ribelli, Di profilo, Cerimonia con Marinella Manicardi, Filippo Morelli, Mirella Mastronardi (segnalata al Premio UBU come giovane attrice non protagonista), Stazione (un atto unico per la commemorazione delle vittime della strage alla stazione di Bologna), Terra di nessuno e Cinque favole sui bambini (trasmesso a puntate da Radio 3 Rai). Dal suo racconto Quello che manca, pubblicato nel 2005 nell'antologia Crimini, pagg. 279 - 303, è stato tratto un episodio dell'omonima fiction televisiva, trasmesso nel 2007 da Rai 2.
Ha scritto il libretto operistico tratto dal romanzo di Valerio Evangelisti Tanit (2006).
Nel 2007 con Giulio Angioni e Giorgio Todde è fra i fondatori del festival letterario L'isola delle storie di Gavoi.

## Opere

### Narrativa
- Ferro Recente, Granata Press, 1992; poi ristampato da Einaudi nel 1999
- Meglio morti, Granata Press, 1993; poi ristampato da Einaudi nel 2000
- Falso gotico nuorese, Condaghes, 1993; poi inserito in "Materiali", Il Maestrale 2002
- Picta, Marcos y Marcos, 1995; poi ristampato da Frassinelli nel 2003
- Il silenzio abitato delle case, Moby Dick, 1996
- Gente del libro, Marcos y Marcos, 1996
- Sheol, Hobby & Work Publishing, 1997
- Nulla, Il Maestrale, 1997
- Sempre caro, collana ET, prefazione di Andrea Camilleri, Il Maestrale 1998, Torino, Einaudi, 2015  [1998], ISBN 9788806227791.
- Radiofavole (racconti in musica con CD; con Fabrizio Festa), Moby Dick, 1998
- Gap, Frassinelli, 1999
- Sangue dal cielo (con prefazione di Manuel Vázquez Montalbán), Il Maestrale/Frassinelli, 1999
- Sola andata, EL, 1999
- Cerimonia, CLUEB, 2000
- Compagnie difficili (con Albert Sánchez Piñol), Literalia, 2000
- Dura madre, Einaudi, 2001
- Piccole storie nere, collana ET, Torino, Einaudi, 2010  [2002], ISBN 9788806203665.
- L'altro mondo, Il Maestrale/Frassinelli, 2002
- Materiali, Il Maestrale, 2002 (ristampa di vari scritti già editi)
- Tamburini. Cantata per voce sola, Il Maestrale, 2004
- Memoria del vuoto, Einaudi, 2006
- Stirpe, Einaudi 2009
- Paesaggi d'autore, (con Alberto Masala), Diabasis, 2010
- Carne, Guanda, 2012
- Nel tempo di mezzo, Einaudi 2012
- L'importanza dei luoghi comuni, Einaudi 2013
- Luce perfetta, Einaudi 2015
- Ex voto, Minimum fax, 2015
- Con Alberto Masala, La formula esatta della rivoluzione, a cura di T. Porcella, collana Rivoluzioni, Pisa, Istos Edizioni, 2016, ISBN 9788869400421.
- I Chironi, collana Super ET, Torino, Einaudi, 2017, ISBN 9788806234836.
- Del dirsi addio, collana ET Scrittori, Torino, Einaudi, 2018, ISBN 9788806237929.
- Pietro e Paolo, collana Super ET, Torino, Einaudi, 2020, ISBN 9788806246464.
- La mia Babele, Solferino, 2022, ISBN 978-88-282-0967-6.

#### In inglese
- (EN) Memory of the abyss, traduzione di Patrick Creagh, Londra, MacLehose, 2012, ISBN 9781906694005.
- (EN) The Advocate: A Sardinian Mystery, traduzione di Patrick Creagh, UK, Vintage, 2004, ISBN 9780099453741.
- (EN) Con Philip Larratt-Smith e Marco Pallanti, Growing and guarding: castello di Ama, illustrazioni di Federico Maggioni, Mantova, Corraini, 2015, ISBN 9788875705329.

#### In francese
- (FR) Ce que tu m'as dit de dire, collana Scripto, traduzione di Nathalie Bauer, Parigi, Gallimard, 2004, ISBN 9782070544394.
- (FR) Petites histoires noires, traduzione di Nathalie Bauer, Parigi, Seuil, 2005, ISBN 9782020611589.
- (FR) Gap: roman, traduzione di Nathalie Bauer, Parigi, Éditions du Seuil, 2002, ISBN 9782020510295.
- (FR) Sang du ciel: roman, traduzione di Serge Quadruppani, prefazione di Manuel Vázquez Montalbán, Parigi, Tram Editions, 2000, ISBN 9782020413886.

### Saggistica
- In Sardegna non c'è il mare. Viaggio nello specifico barbaricino, collana Contromano, 6ª ed., Roma, Bari, GLF editori Laterza, 2012, ISBN 9788842082927.
- Paesaggi d'autore. Itinerari turistici: Basilicata, Emilia-Romagna, Liguria, Lombardia, Sardegna, Sicilia, Toscana, Reggio Emilia, Diabasis, 2009, ISBN 9788881036530.
- Manuale di lettura creativa, collana Super ET. Opera viva, Torino, Einaudi, 2016, ISBN 9788806192167.
- Quasi Grazia, collana L'arcipelago Einaudi, Torino, Einaudi, 2016, ISBN 9788806233945.
- Tuttinuoresi, collana Libristante, Nuoro, Il Maestrale, 2018, ISBN 9788864292007.
- Renzo, Lucia e io: perché, per me, I Promessi Sposi è un romanzo meraviglioso, collana Incendi, Torino, Add, 2018, ISBN 9788867831968.
- L'invenzione degli italiani. Dove ci porta Cuore, Torino, Einaudi, 2021.

### Poesia
- L'ultima volta che sono rinato, collana Collezione di poesia, Torino, Einaudi, 2006, ISBN 9788806183790.
- L'infinito non finire e altri poemetti, collana Collezione di poesia, Torino, Einaudi, 2018, ISBN 9788806224691.

### Teatro
Tetralogia contemporanea
- Ferro recente (1992)
- Meglio morti (1993)
- Dura madre (2001)

Tetralogia antica (Bustianu Satta)
- Sempre caro (1998)
- Sangue dal cielo (1999)
- L'altro mondo (2002)

Saga dei Chironi
- Stirpe (2009)
- Nel tempo di mezzo (2012)
- Luce perfetta (2015)

### Contributi
- Ilaria Alpi. Il più crudele dei giorni (con Ferdinando Vicentini Orgnani), Frassinelli, 2003
- Ricuore, Il Maestrale, 2005
- Autostrada (con Carlo Lucarelli e Luigi Gozzi), CLUEB, 2006
- Antonio Ballero. Lo sguardo fotografico del pittore (con Salvatore Novellu), Ilisso, 2007
- Io ho visto... ma non è detto che il mio sguardo mi appartenga, in AA. VV. (a cura di Giulio Angioni), Cartas de logu. Scrittori sardi allo specchio, CUEC, 2007.
- Troppo buono. Racconto contenuto nell'antologia Giallo panettone, Mondadori, 2012
- Sei per la Sardegna, Einaudi

## Riconoscimenti
- 1992 Premio Italo Calvino con Picta(ex aequo con Mara De Paulis)
- 1997 Premio Dessì per Nulla
- 1998 Premio Scerbanenco con Sempre caro
- 2002 Premio Fedeli con Dura madre
- 2007 Premio Lama e trama alla carriera.
- 2007 con Memoria del vuoto vince Premio Super Grinzane Cavour per la narrativa italiana, il premio Volponi e il Premio Alassio Centolibri - Un Autore per l'Europa
- 2012 è tra i finalisti del Premio Campiello[6] con Nel tempo di mezzo, risultato poi vincitore del Premio Procida-Isola di Arturo-Elsa Morante.[7]
- 2016 Premio letterario Asti d'Appello con Luce perfetta
- 2017 Premio Crovi con Del dirsi Addio
- 2021 Premio dei Lettori di Lucca con Pietro e Paolo.